# Olivier Rousteing
Olivier Rousteing (ur. 3 kwietnia 1986 w Bordeaux) – francuski projektant mody oraz dyrektor kreatywny francuskiego domu mody Pierre Balmain SA.

## Życiorys
Został adoptowany, gdy miał rok. Jego matka jest optykiem, a ojciec menadżerem portu morskiego. Dorastał w Bordeaux.
Rousteing studiował w Paryżu w ESMOD (École supérieure des arts et techniques de la mode). W 2003 roku ukończył studia i rozpoczął pracę jako projektant u Roberto Cavalliego, gdzie został awansowany na szefa kolekcji damskiej prêt-à-porter, a następnie przez 5 lat pracował jako dyrektor kreatywny. W 2009 roku rozpoczął pracę we francuskim domu mody Balmain. Podczas pierwszych lat pracy w Balmain współpracował z Christophem Decarninem.
24 kwietnia 2011 roku, w wieku 25 lat, Olivier Rousteing zastąpił Christophe’a Decarnina na stanowisku dyrektora kreatywnego w domu mody Balmain. W chwili powołania Rousteing był stosunkowo mało znanym projektantem, który przyniósł bardzo potrzebne świeże spojrzenie na estetykę marki, którą tworzy do dziś. Od czasu jego przejścia mężczyźni stanowią 40% przychodów firmy (w 2015 roku). Rousteing otworzył sklep Balmain w Londynie oraz samodzielny butik poza Paryżem.